# Традиционная духовная культура славян

«Традиционная духовная культура славян» — русскоязычная научная книжная серия издательства «Индрик», в которой публикуются современные исследования по народной культуре славян. Серия выходит под эгидой Института славяноведения РАН.
Первая книга серии — «Стихи духовные» Г. И. Федотова — вышла в издательстве «Гнозис», последующие книги издавались издательством «Индрик». В основу серии была положена идея комплексного исследования различных сфер и тем традиционной славянской культуры. Позднее серия получила окончательное оформление с неизменными по сей день и легко узнаваемыми квадратом и ключиком. В разработке, развитии и продвижении принимали активное участие Н. А. Волочаева, А. Ф. Журавлёв, А. Л. Топорков, Т. А. Агапкина.
По состоянию на 2012 год издано 44 книги, сгруппированные в несколько подсерий:
- в подсерии «Современные исследования» выходят авторские монографии — этнолингвистические, этнографические, фольклористические, культурно-антропологические;
- архивные и современные полевые материалы издаются в рамках подсерии «Публикация текстов»;
- в подсерии «Из истории изучения» изданы труды Д. К. Зеленина, Е. Н. Елеонской;
- в рамках «Зарубежной славистики» публикуются работы выдающихся зарубежных славистов, посвящённые славянской традиционной культуре; ряд работ, вышедших в рамках этой серии, назван специалистами «важнейшими книгами по славянской этнолингвистике, изданными в последние семь лет»[3].

В данном списке приведены книги, изданные в рамках серии, секционированные по подсериям.

## Современные исследования
1. Журавлёв А. Ф. . Домашний скот в поверьях и магии восточных славян. Этнографические и этнолингвистические очерки. — М.: Индрик, 1994. — С. 256.
2. Толстой Н. И. Язык и народная культура. Очерки по славянской мифологии и этнолингвистике. — М.: Индрик, 1995. — С. 512.
3. Гура А. В. Символика животных в славянской народной традиции. — М.: Индрик, 1997. — 910 с. — (Традиционная духовная культура славян. Современные исследования). — ISBN 5-85759-056-6.
Отмечается как всеобъемлющий справочник, посвящённый представлениям славян о животных[3][4].
4. Топорков А. Л. Теория мифа в русской филологической науке XIX века. — М.: Индрик, 1997. — 456 с. — (Традиционная духовная культура славян / Современные исследования). — ISBN 5-85759-052-3.
5. Агапкина Т. А. Этнографические связи календарных песен. Встреча весны в обрядах и фольклоре восточных славян. — М.: Индрик, 2000. — С. 336.
6. Виноградова Л. Н. Народная демонология и мифо-ритуальная традиция славян / ответственный редактор С. М. Толстая. — М.: Индрик, 2000. — 432 с. — (Традиционная духовная культура славян / Современные исследования). — ISBN 5-85759-110-4.
7. Разумова И. А. Потаённое знание современной русской семьи. Быт. Фольклор. История. — М.: Индрик, 2000. — С. 376.
8. Агапкина Т. А. Мифопоэтические основы славянского народного календаря. Весенне-летний цикл. — М.: Индрик, 2002. — С. 816.
9. Левкиевская Е. Е. Славянский оберег. Семантика и структура. — М.: Индрик, 2002. — 336 с. — (Традиционная духовная культура славян. Современные исследования). — ISBN 5-85759-185-6.
10. Смилянская Е. Б. Волшебники. Богохульники. Еретики. Народная религиозность и «духовные преступления» в России XVIII в. — М.: Индрик, 2003. — С. 426.
11. Толстой Н. И. Очерки славянского язычества. — М.: Индрик, 2003. — С. 624.
12. Щепанская Т. Б. Культура дороги в русской мифоритуальной традиции XIX—XX вв. — Индрик, 2003. — 527 с. — (Традиционная духовная культура славян. Современные исследования). — ISBN 5-85759-176-7. Архивировано 1 мая 2016 года.
Монография, посвящённая концептуализации славянских поведенческих стереотипов и символических систем, сопровождавших передвижение: обычаи, представления, вещественные атрибуты, символика, знаковые объекты, ритуалы, связанные с отправление в дорогу, пребыванием в ней, прибытием, возвращением[5]
13. Морозов И. А., Слепцова И. С. Круг игры. Праздник и игра в жизни севернорусского крестьянина (XIX—XX вв.). М., 2004. — 920 с.
14. Плотникова А. А. Этнолингвистическая география Южной Славии. М., 2004. — 767 с.[6]
Монография посвящена географическому распространению в южнославянских языках различных терминов традиционной духовной культуры, в согласовании с диалектными изоглоссами выделены специфические культурно-языковые ареалы, прежде всего, «восток» в противопоставлении «западу»[7].
15. Седакова И. А.Поэтика обряда. Погребальная обрядность восточных и южных славян. М., 2004. — 319 с.
16. Вельмезова Е. В. Чешские заговоры. Исследования и тексты. М., 2004. — 277 с.
17. Белова О. В. Этнокультурные стереотипы в славянской народной традиции. М., 2005. — 287 с.[8]
18. Журавлёв А. Ф. Язык и миф. Лингвистический комментарий к труду А. Н. Афанасьева «Поэтические воззрения славян на природу» / Отв. ред. С. М. Толстая. — М.: Индрик, 2005. — 1004 с. — (Традиционная духовная культура славян. Современные исследования). — ISBN 5-85759-318-2.[9]
19. Толстая С. М. Полесский народный календарь. М., 2005. — 599 с.[10]
20. Топорков А. Л. Заговоры в русской рукописной традиции XV—XIX в. История, символика, поэтика. М., 2005. — 478 с.
21. Березович Е. Л. Язык и традиционная культура. Этнолингвистические исследования. М., 2007. — 599 с.
22. Седакова И. А. Балканские мотивы в языке и культуре болгар. М., 2007. — 430 с.
23. Ипполитова А. Б. Русские травники XVII—XVIII веков. М., 2008. — 511 с.
24. Толстая С. М. Пространство слова. Лексическая семантика в общеславянской перспективе. М., 2008. — 527 с.
25. Колосова В. Б. Лексика и символика славянской народной ботаники. Этнолингвистический аспект. М., 2009. — 352 с.
26. Узенева Е. С. Болгарская свадьба: этнолингвистическое исследование. М., 2010. — 280 с.; ил.
27. Агапкина Т. А. Восточнославянские лечебные заговоры в сравнительном освещении: Сюжетика и образ мира. М., 2010. — 824 с.
28. Швейковская Е. Н. Русский крестьянин в доме и мире: северная деревня конца XVI — начала XVIII века. М., 2012. — 366 с.
29. Гура А. В. Брак и свадьба в славянской народной культуре: Семантика и символика. — М., 2012. — 935 с.[11]
30. Традиционная культура Ульяновского Присурья. Этнодиалектный словарь. — М.: Индрик, 2012. — Т. 1. — С. 695. — ISBN 978-5-91674-215-2.;  —. — 2012. — Т. 2. — С. 695. — ISBN 978-5-91674-216-9.
В двухтомнике, подготовленном коллективом авторов (И. С. Кызласова (Слепцова), А. П. Липатова, М. Г. Матлин, И. А. Морозов, Е. В. Сафронов, М. П. Чередникова и др.) представлены сведения о традиционных культурных формах в Присурье во взаимосвязи с социальными и экономическими процессами XX — начала XXI веков, описаны семейные и календарные праздники, обряды, бытовые и праздничные формы поведения, ключевые персонажи местного фольклора.

## Публикация текстов
1. Отреченное чтение в России XVII—XVIII веков / Отв. редакторы А. Л. Топорков, А. А. Турилов. М., 2002. — 584 с.: ил.
2. Полесские заговоры (в записях 1970—1990 гг.) / Сост., подготовка текстов и коммент. Т. А. Агапкиной, Е. Е. Левкиевской, А. Л. Топоркова. М., 2003. — 751 с.[7]
3. «Народная Библия»: Восточнославянские этиологические легенды / Сост. и коммент. О. В. Беловой. М., 2004. — 575 с.[7]
4. Русские заговоры из рукописных источников XVII — первой половины XIX в. / Составление, подготовка текстов, статьи и комментарии А. Л. Топоркова. М., 2010. — 832 с.
5. Переславское Залесье. Фольклорно-этнографическое собрание С. Е. Елховского. Вып. 1 / Составители: Т. С. Макашина, С. Б. Рубцова, С. С. Савоскул. Ответственный редактор: С. С. Савоскул. М., 2011. — 456 с., ил.[12]

## Из истории изучения
1. Федотов Г. П. Стихи духовные (Русская народная вера по духовным стихам) / Вступ. ст. Н. И. Толстого; Послесл. С. Е. Никитиной. Коммент. и подгот. текста А. Л. Топоркова. М.: «Гнозис», 1991.
2. Зеленин Д. К. Избранные труды. Статьи по духовной культуре. 1901—1913 / Вступ. ст. Н. И. Толстого; Сост. А. Л. Топоркова; Подгот. текста Т. А. Агапкиной. М., 1994. — 400 с.
3. Зеленин Д. К. Избранные труды. Очерки русской мифологии: Умершие неестественною смертью и русалки / Вступ. ст. Н. И. Толстого; подготовка текста, коммент., указат. Е. Е. Левкиевской. — М.: Индрик, 1995. — 432 с. — (Традиционная духовная культура славян. Из истории изучения). — ISBN 5-85759-018-3.
4. Зеленин Д. К. Избранные труды. Статьи по духовной культуре. 1917—1934 / Вступит. ст., составление и коммент. Т. Г. Ивановой. М., 1999. — 352 с.
5. Зеленин Д. К. Избранные труды. Статьи по духовной культуре. 1934—1954 / Вступит. ст., составление и коммент. Т. Г. Ивановой. М., 2003.
6. Елеонская Е. Н. Сказка, заговор и колдовство в России. Сб. трудов. М., 1994. — 272 с.

## Зарубежная славистика
1. Левин Ив. Двоеверие и народная религия в истории России. М., 2004.[13]
2. Бартминьский Ежи. Языковой образ мира: очерки по этнолингвистике. М., 2005.

## Издания памятников
1. Снегирев И. М. Русские народные пословицы и притчи / Изд. подгот. Е. А. Костюхин. М., 1998. — 624 с.